# Evágrio (conde das sagradas liberalidades)
Evágrio (em latim: Evagrius) foi um oficial romano do século IV, ativo durante o reinado do imperador Constâncio II (r. 337–361). Segundo um dos papiros de Oxirrinco, serviu como conde das sagradas liberalidades durante o período de 360-361. Na epístola 126 de 359/360, o sofista Libânio pede que tranquilizasse os camponeses de uma propriedade que Libânio havia herdade, mas que a coroa estava reivindicando. Evágrio foi exilado pelo Tribunal da Calcedônia em 361-362. Os autores da PIRT sugerem que talvez possa ser identificado com o Evágrio, cujo filho também chamado Evágrio, era pupilo de Gregório de Nazianzo.